# The Promise (film, 1979)
Pour les articles homonymes, voir The Promise.
Pour plus de détails, voir Fiche technique et Distribution.
The Promise est un film américain réalisé par Gilbert Cates, sorti en 1979.

## Fiche technique
- Titre : The Promise
- Réalisation : Gilbert Cates
- Scénario : Garry Michael White, Fred Weintraub et Paul M. Heller
- Photographie : Ralph Woolsey
- Musique : David Shire
- Société de production : Universal Pictures
- Pays d'origine : États-Unis
- Format : Couleurs - 2,35:1 - Stéréo
- Genre : drame
- Date de sortie : 1979
- Affiche : Bill Gold (États-Unis)

## Distribution
- Kathleen Quinlan : Nancy McAllister / Marie Adamson
- Stephen Collins : Michael Hillyard
- Beatrice Straight : Marion Hillyard
- Laurence Luckinbill : Dr. Peter Gregson
- William Prince : George Calloway
- Michael O'Hare : Ben Avery
- Carey Loftin : Conducteur de camion